# Darvas János
Darvas János, születési nevén Dezslik János (Ipolymagyari-Zlatnó alatti erdő, 1891. június 3. – Budapest, 1945. január 13.) költő, újságíró, szerkesztő, műfordító.

## Élete
Szülei Dezslik István és Belik Borbála várgedeiek voltak.
1910-ben érettségizett Losoncon, majd Debrecenben, illetve Kolozsvárott járt egyetemre. 1914-ben magyar–latin szakos tanári oklevelet szerzett.
Az első világháborúban orosz fogságba esett. Szibériából Moszkváig jutott, ahol betegsége miatt hadikórházba került; ott ismerkedett meg feleségével, egy orosz ápolónővel, akivel össze is házasodtak.  Darvas csak 1922-ben térhetett haza, amely addigra már Csehszlovákia volt. Rövid ideig a Magyar Kisiparos című losonci lapot szerkesztette, majd Bején Szent-Ivány József titkára volt. 1922–1925 között házitanító volt. 1925-ben a pozsonyi Magyar Újság szerkesztője lett. 1925–1938 között a Prágai Magyar Hírlap rovatvezetője volt. 1938-tól Budapesten volt újságíró (Felvidéki Magyar Hírlap, Független Újság, Magyarország), ahol Budapest ostromakor életét vesztette.
Számos szlovák költő művét fordította magyarra.
Felesége Antonyina Jevdokimova, gyermekeik Attila és Szilárd (Darvas Iván).

## Elismerései
- Hegyország hangja (1934) című műfordításkötete Reviczky-díjat kapott

## Művei
- 1914 A csönd felé. Darvas János versei; Stief Ny., Kolozsvár, 1914
- 1923 Szerelmes szonettek
- 1929 Elsüllyedt világ. Versek; Angermayer, Bratislava-Pozsony, 1929
- 1933 A láthatatlan ellenség (németül is)
- 1936 Csehszlovákiai kisebbségi zsargon. Apollo
- 1940 Magyarország nemzeti kisebbségei (tankönyv)
- 1943 Mit láttam Bulgáriában? Darvas János útijegyzetei; Athenaeum Ny., Kassa, 1943